# Taos (Misuri)
Taos es una ciudad ubicada en el condado de Cole en el estado estadounidense de Misuri. En el Censo de 2010 tenía una población de 878 habitantes y una densidad poblacional de 149,87 personas por km².

## Geografía
Taos se encuentra ubicada en las coordenadas 38°29′45″N 92°4′46″O / 38.49583, -92.07944. Según la Oficina del Censo de los Estados Unidos, Taos tiene una superficie total de 5.86 km², de la cual 5.76 km² corresponden a tierra firme y (1.64%) 0.1 km² es agua.

## Demografía
Según el censo de 2010, había 878 personas residiendo en Taos. La densidad de población era de 149,87 hab./km². De los 878 habitantes, Taos estaba compuesto por el 98.75% blancos, el 0% eran afroamericanos, el 0.46% eran amerindios, el 0.23% eran asiáticos, el 0% eran isleños del Pacífico, el 0% eran de otras razas y el 0.57% pertenecían a dos o más razas. Del total de la población el 1.03% eran hispanos o latinos de cualquier raza.